# 11768 Merrill
11768 Merrill è un asteroide della fascia principale. Scoperto nel 1971, presenta un'orbita caratterizzata da un semiasse maggiore pari a 3,1647981 UA e da un'eccentricità di 0,0643117, inclinata di 9,27248° rispetto all'eclittica.
L'asteroide è dedicato a Paul W. Merrill, spettroscopista dell'Osservatorio di Monte Wilson.